# Lago Bayo
El lago Bayo es un cuerpo de agua superficial léntico ubicado unos 55 km al oeste de Puerto Río Tranquilo en la Región de Aysén de Chile. El lago es el origen del río Exploradores.
No debe ser confundido con laguna del Bayo ubicada en la alta cordillera de la Región de Atacama.

## Ubicación y descripción
Hans Niemeyer lo describe:: 551 
El lago Bayo tiene una forma elongada, pero arqueada hacia el norte. Su eje longitudinal es de 8 km aproximadamente y el ancho promedio es de 1 km. En su extremo poniente se encuentra la gran morrena terminal que formó el ventisquero Bayo, el cual desciende desde el San Valentín y que sin duda es la que originó el lago. Las aguas del lago Bayo son de color lechoso, debido a la alimentación glacial.

## Hidrografía
El lago Bayo recibe aguas del río Norte que baja desde la divisoria de aguas con el lago O'Higgins. Su desagüe, del Bayo, da origen al río Exploradores y: 550 

## Población, economía y ecología
SERNATUR la describe como:: 35 
Pequeño lago de origen glaciar ubicado en el valle del río Exploradores al costado norte del la ruta que une Puerto Tranquilo con bahía Exploradores. El lago recibe las aguas del ventisquero Exploradores del Campo de Hielo Norte.